# Slutspelet i Concacaf Champions League 2016/2017
Slutspelet i Concacaf Champions League 2016/2017 spelades mellan den 22 februari och 26 april 2017.
Samtliga matchtider är i UTC−5.

## Seedning
| Nr | Lag (grupp)             | S | V | O | F | GM | IM | MS  | P  |
| -- | ----------------------- | - | - | - | - | -- | -- | --- | -- |
| 1  | Vancouver Whitecaps (C) | 4 | 4 | 0 | 0 | 10 | 2  | +8  | 12 |
| 2  | Árabe Unido (D)         | 4 | 4 | 0 | 0 | 12 | 5  | +7  | 12 |
| 3  | Pachuca (E)             | 4 | 3 | 1 | 0 | 19 | 4  | +15 | 10 |
| 4  | UNAM (A)                | 4 | 3 | 0 | 1 | 15 | 5  | +10 | 9  |
| 5  | UANL (G)                | 4 | 3 | 0 | 1 | 9  | 3  | +6  | 9  |
| 6  | Saprissa (B)            | 4 | 2 | 2 | 0 | 11 | 3  | +8  | 8  |
| 7  | Dallas (H)              | 4 | 2 | 2 | 0 | 8  | 4  | +4  | 8  |
| 8  | New York Red Bulls (F)  | 4 | 2 | 2 | 0 | 5  | 1  | +4  | 8  |

## Slutspelsträd
|  | Kvartsfinaler         | Kvartsfinaler         | Kvartsfinaler | Kvartsfinaler |          |   | Semifinaler | Semifinaler | Semifinaler | Semifinaler |  |  | Final | Final | Final | Final |
|  |                       |                       |               |               |          |   |             |             |             |             |  |  |       |       |       |       |
|  |                       |                       |               |               |          |   |             |             |             |             |  |  |       |       |       |       |
|  |                       |                       |               |               |          |   |             |             |             |             |  |  |       |       |       |       |
|  | 5 UANL                | 1                     | 3             | 4             |          |   |             |             |             |             |  |  |       |       |       |       |
|  | 5 UANL                | 1                     | 3             | 4             |          |   |             |             |             |             |  |  |       |       |       |       |
|  | 4 UNAM                | 1                     | 0             | 1             |          |   |             |             |             |             |  |  |       |       |       |       |
|  | 4 UNAM                | 1                     | 0             | 1             | 5 UANL   | 2 | 2           | 4           |             |             |  |  |       |       |       |       |
|  |                       |                       |               |               | 5 UANL   | 2 | 2           | 4           |             |             |  |  |       |       |       |       |
|  |                       | 1 Vancouver Whitecaps | 0             | 1             | 1        |   |             |             |             |             |  |  |       |       |       |       |
|  | 8 New York Red Bulls  | 1 Vancouver Whitecaps | 0             | 1             | 1        | 1 | 0           | 1           |             |             |  |  |       |       |       |       |
|  | 8 New York Red Bulls  |                       |               |               |          | 1 | 0           | 1           |             |             |  |  |       |       |       |       |
|  | 1 Vancouver Whitecaps | 1                     | 2             | 3             |          |   |             |             |             |             |  |  |       |       |       |       |
|  | 1 Vancouver Whitecaps | 1                     | 2             | 3             | 5 UANL   | 1 | 0           | 1           |             |             |  |  |       |       |       |       |
|  |                       |                       |               |               | 5 UANL   | 1 | 0           | 1           |             |             |  |  |       |       |       |       |
|  |                       | 3 Pachuca             | 1             | 1             | 2        |   |             |             |             |             |  |  |       |       |       |       |
|  | 7 Dallas              | 3 Pachuca             | 1             | 1             | 2        | 4 | 1           | 5           |             |             |  |  |       |       |       |       |
|  | 7 Dallas              |                       |               |               |          | 4 | 1           | 5           |             |             |  |  |       |       |       |       |
|  | 2 Árabe Unido         | 0                     | 2             | 2             |          |   |             |             |             |             |  |  |       |       |       |       |
|  | 2 Árabe Unido         | 0                     | 2             | 2             | 7 Dallas | 2 | 1           | 3           |             |             |  |  |       |       |       |       |
|  |                       |                       |               |               | 7 Dallas | 2 | 1           | 3           |             |             |  |  |       |       |       |       |
|  |                       | 3 Pachuca             | 1             | 3             | 4        |   |             |             |             |             |  |  |       |       |       |       |
|  | 6 Saprissa            | 3 Pachuca             | 1             | 3             | 4        | 0 | 0           | 0           |             |             |  |  |       |       |       |       |
|  | 6 Saprissa            |                       |               |               |          | 0 | 0           | 0           |             |             |  |  |       |       |       |       |
|  | 3 Pachuca             | 0                     | 4             | 4             |          |   |             |             |             |             |  |  |       |       |       |       |
|  | 3 Pachuca             | 0                     | 4             | 4             |          |   |             |             |             |             |  |  |       |       |       |       |

## Kvartsfinaler
| Kvartsfinal – 8 deltagande klubblag | Kvartsfinal – 8 deltagande klubblag | Kvartsfinal – 8 deltagande klubblag | Kvartsfinal – 8 deltagande klubblag | Kvartsfinal – 8 deltagande klubblag |
| ----------------------------------- | ----------------------------------- | ----------------------------------- | ----------------------------------- | ----------------------------------- |
| Lag 1                               | Totalt                              | Lag 2                               | Möte 1                              | Möte 2                              |
| New York Red Bulls                  | 1–3                                 | Vancouver Whitecaps                 | 1–1                                 | 0–2                                 |
| Dallas                              | 5–2                                 | Árabe Unido                         | 4–0                                 | 1–2                                 |
| Saprissa                            | 0–4                                 | Pachuca                             | 0–0                                 | 0–4                                 |
| UANL                                | 4–1                                 | UNAM                                | 1–1                                 | 3–0                                 |

### New York Red Bulls mot Vancouver Whitecaps
|       | 22 februari 2017 | New York Red Bulls          | 1 – 1           | Vancouver Whitecaps | Red Bull Arena                               |                                              |
| 20:00 | 20:00            | Bradley Wright-Phillips 62′ | (0 – 1) Rapport | 39′ Kekuta Manneh   | Harrison Domare: César Arturo Ramos (Mexiko) | Harrison Domare: César Arturo Ramos (Mexiko) |
| 20:00 | 20:00            |                             |                 |                     | Harrison Domare: César Arturo Ramos (Mexiko) | Harrison Domare: César Arturo Ramos (Mexiko) |
| 20:00 | 20:00            |                             |                 |                     | Harrison Domare: César Arturo Ramos (Mexiko) | Harrison Domare: César Arturo Ramos (Mexiko) |

|       | 2 mars 2017 | Vancouver Whitecaps                  | 2 – 0           | New York Red Bulls | BC Place                                    |                                             |
| 22:00 | 22:00       | Alphonso Davies 5′ Fredy Montero 76′ | (1 – 0) Rapport |                    | Vancouver Domare: Valdin Legister (Jamaica) | Vancouver Domare: Valdin Legister (Jamaica) |
| 22:00 | 22:00       |                                      |                 |                    | Vancouver Domare: Valdin Legister (Jamaica) | Vancouver Domare: Valdin Legister (Jamaica) |
| 22:00 | 22:00       |                                      |                 |                    | Vancouver Domare: Valdin Legister (Jamaica) | Vancouver Domare: Valdin Legister (Jamaica) |

Vancouver Whitecaps avancerade till semifinal med det ackumulerade slutresultatet 3–1.

### Dallas mot Árabe Unido
|       | 23 februari 2017 | Dallas                                                           | 4 – 0           | Árabe Unido | Toyota Stadium                              |                                             |
| 20:00 | 20:00            | Cristian Colmán 30′ Kellyn Acosta 55′, 86′ Michael Barrios 90+1′ | (1 – 0) Rapport |             | Frisco Domare: Ricardo Montero (Costa Rica) | Frisco Domare: Ricardo Montero (Costa Rica) |
| 20:00 | 20:00            |                                                                  |                 |             | Frisco Domare: Ricardo Montero (Costa Rica) | Frisco Domare: Ricardo Montero (Costa Rica) |
| 20:00 | 20:00            |                                                                  |                 |             | Frisco Domare: Ricardo Montero (Costa Rica) | Frisco Domare: Ricardo Montero (Costa Rica) |

|       | 1 mars 2017 | Árabe Unido                            | 2 – 1           | Dallas                     | Estadio Rommel Fernández                       |                                                |
| 20:00 | 20:00       | Roberto Chen 90′ Leslie Heraldez 90+2′ | (0 – 1) Rapport | 23′ (sjm.) Leslie Heraldez | Panama City Domare: Joel Aguilar (El Salvador) | Panama City Domare: Joel Aguilar (El Salvador) |
| 20:00 | 20:00       |                                        |                 |                            | Panama City Domare: Joel Aguilar (El Salvador) | Panama City Domare: Joel Aguilar (El Salvador) |
| 20:00 | 20:00       |                                        |                 |                            | Panama City Domare: Joel Aguilar (El Salvador) | Panama City Domare: Joel Aguilar (El Salvador) |

Dallas avancerade till semifinal med det ackumulerade slutresultatet 5–2.

### Saprissa mot Pachuca
|       | 21 februari 2017 | Saprissa | 0 – 0           | Pachuca | Estadio Ricardo Saprissa Aymá          |                                        |
| 21:00 | 21:00            |          | (0 – 0) Rapport |         | Tibás Domare: Óscar Moncada (Honduras) | Tibás Domare: Óscar Moncada (Honduras) |
| 21:00 | 21:00            |          |                 |         | Tibás Domare: Óscar Moncada (Honduras) | Tibás Domare: Óscar Moncada (Honduras) |
| 21:00 | 21:00            |          |                 |         | Tibás Domare: Óscar Moncada (Honduras) | Tibás Domare: Óscar Moncada (Honduras) |

|       | 28 februari 2017 | Pachuca                                                                         | 4 – 0           | Saprissa | Estadio Hidalgo                          |                                          |
| 22:00 | 22:00            | Víctor Guzmán 29′ Jonathan Urretaviscaya 31′ Franco Jara 69′ Hirving Lozano 80′ | (2 – 0) Rapport |          | Pachuca Domare: Walter López (Guatemala) | Pachuca Domare: Walter López (Guatemala) |
| 22:00 | 22:00            |                                                                                 |                 |          | Pachuca Domare: Walter López (Guatemala) | Pachuca Domare: Walter López (Guatemala) |
| 22:00 | 22:00            |                                                                                 |                 |          | Pachuca Domare: Walter López (Guatemala) | Pachuca Domare: Walter López (Guatemala) |

Pachuca avancerade till semifinal med det ackumulerade slutresultatet 4–0.

### UANL mot UNAM
|       | 22 februari 2017 | UANL               | 1 – 1           | UNAM              | Estadio Universitario                 |                                       |
| 22:00 | 22:00            | Eduardo Vargas 41′ | (1 – 0) Rapport | 62′ Matías Britos | San Nicolás Domare: Mark Geiger (USA) | San Nicolás Domare: Mark Geiger (USA) |
| 22:00 | 22:00            |                    |                 |                   | San Nicolás Domare: Mark Geiger (USA) | San Nicolás Domare: Mark Geiger (USA) |
| 22:00 | 22:00            |                    |                 |                   | San Nicolás Domare: Mark Geiger (USA) | San Nicolás Domare: Mark Geiger (USA) |

|       | 1 mars 2017 | UNAM | 0 – 3           | UANL                                           | Estadio Olímpico Universitario                 |                                                |
| 22:00 | 22:00       |      | (0 – 1) Rapport | 33′, 65′ Jürgen Damm 87′ Luis Enrique Quiñones | Mexico City Domare: Fernando Guerrero (Mexiko) | Mexico City Domare: Fernando Guerrero (Mexiko) |
| 22:00 | 22:00       |      |                 |                                                | Mexico City Domare: Fernando Guerrero (Mexiko) | Mexico City Domare: Fernando Guerrero (Mexiko) |
| 22:00 | 22:00       |      |                 |                                                | Mexico City Domare: Fernando Guerrero (Mexiko) | Mexico City Domare: Fernando Guerrero (Mexiko) |

UANL avancerade till semifinal med det ackumulerade slutresultatet 4–1.

## Semifinaler
| Semifinaler – 4 deltagande klubblag | Semifinaler – 4 deltagande klubblag | Semifinaler – 4 deltagande klubblag | Semifinaler – 4 deltagande klubblag | Semifinaler – 4 deltagande klubblag |
| ----------------------------------- | ----------------------------------- | ----------------------------------- | ----------------------------------- | ----------------------------------- |
| Lag 1                               | Totalt                              | Lag 2                               | Möte 1                              | Möte 2                              |
| UANL                                | 4–3                                 | Vancouver Whitecaps                 | 2–0                                 | 2–1                                 |
| Dallas                              | 3–4                                 | Pachuca                             | 2–1                                 | 1–3                                 |

### UANL mot Vancouver Whitecaps
|       | 14 mars 2017 | UANL                                         | 2 – 0           | Vancouver Whitecaps | Estadio Universitario                        |                                              |
| 22:00 | 22:00        | Kendall Waston 66′ (sjm.) Eduardo Vargas 87′ | (0 – 0) Rapport |                     | San Nicolás Domare: Óscar Moncada (Honduras) | San Nicolás Domare: Óscar Moncada (Honduras) |
| 22:00 | 22:00        |                                              |                 |                     | San Nicolás Domare: Óscar Moncada (Honduras) | San Nicolás Domare: Óscar Moncada (Honduras) |
| 22:00 | 22:00        |                                              |                 |                     | San Nicolás Domare: Óscar Moncada (Honduras) | San Nicolás Domare: Óscar Moncada (Honduras) |

|       | 5 april 2017 | Vancouver Whitecaps | 1 – 2           | UANL                                             | BC Place                                      |                                               |
| 22:00 | 22:00        | Brek Shea 3′        | (1 – 0) Rapport | 63′ André-Pierre Gignac 84′ Damián Ariel Álvarez | Vancouver Domare: Javier Santos (Puerto Rico) | Vancouver Domare: Javier Santos (Puerto Rico) |
| 22:00 | 22:00        |                     |                 |                                                  | Vancouver Domare: Javier Santos (Puerto Rico) | Vancouver Domare: Javier Santos (Puerto Rico) |
| 22:00 | 22:00        |                     |                 |                                                  | Vancouver Domare: Javier Santos (Puerto Rico) | Vancouver Domare: Javier Santos (Puerto Rico) |

UANL avancerade till final med det ackumulerade slutresultatet 4–1.

### Dallas mot Pachuca
|       | 15 mars 2017 | Dallas                                   | 2 – 1           | Pachuca        | Toyota Stadium                     |                                    |
| 20:00 | 20:00        | Maximiliano Urruti 43′ Kellyn Acosta 58′ | (1 – 1) Rapport | 3′ Franco Jara | Frisco Domare: Jhon Pitti (Panama) | Frisco Domare: Jhon Pitti (Panama) |
| 20:00 | 20:00        |                                          |                 |                | Frisco Domare: Jhon Pitti (Panama) | Frisco Domare: Jhon Pitti (Panama) |
| 20:00 | 20:00        |                                          |                 |                | Frisco Domare: Jhon Pitti (Panama) | Frisco Domare: Jhon Pitti (Panama) |

|       | 4 april 2017 | Pachuca                                   | 3 – 1           | Dallas              | Estadio Hidalgo                             |                                             |
| 22:00 | 22:00        | Franco Jara 38′ Hirving Lozano 80′, 90+2′ | (1 – 0) Rapport | 86′ Cristian Colmán | Pachuca Domare: Melvin Matamoros (Honduras) | Pachuca Domare: Melvin Matamoros (Honduras) |
| 22:00 | 22:00        |                                           |                 |                     | Pachuca Domare: Melvin Matamoros (Honduras) | Pachuca Domare: Melvin Matamoros (Honduras) |
| 22:00 | 22:00        |                                           |                 |                     | Pachuca Domare: Melvin Matamoros (Honduras) | Pachuca Domare: Melvin Matamoros (Honduras) |

Pachuca avancerade till final med det ackumulerade slutresultatet 4–3.

## Final
| Final – 2 deltagande klubblag | Final – 2 deltagande klubblag | Final – 2 deltagande klubblag | Final – 2 deltagande klubblag | Final – 2 deltagande klubblag |
| ----------------------------- | ----------------------------- | ----------------------------- | ----------------------------- | ----------------------------- |
| Lag 1                         | Totalt                        | Lag 2                         | Möte 1                        | Möte 2                        |
| UANL                          | 1–2                           | Pachuca                       | 1–1                           | 0–1                           |

|       | 18 april 2017 | UANL            | 1 – 1           | Pachuca             | Estadio Universitario                 |                                       |
| 22:00 | 22:00         | Ismael Sosa 32′ | (1 – 1) Rapport | 3′ Raúl López Gómez | San Nicolás Domare: Mark Geiger (USA) | San Nicolás Domare: Mark Geiger (USA) |
| 22:00 | 22:00         |                 |                 |                     | San Nicolás Domare: Mark Geiger (USA) | San Nicolás Domare: Mark Geiger (USA) |
| 22:00 | 22:00         |                 |                 |                     | San Nicolás Domare: Mark Geiger (USA) | San Nicolás Domare: Mark Geiger (USA) |

|       | 26 april 2017 | Pachuca         | 1 – 0           | UANL | Estadio Hidalgo                             |                                             |
| 22:00 | 22:00         | Franco Jara 83′ | (0 – 0) Rapport |      | Pachuca Domare: César Arturo Ramos (Mexiko) | Pachuca Domare: César Arturo Ramos (Mexiko) |
| 22:00 | 22:00         |                 |                 |      | Pachuca Domare: César Arturo Ramos (Mexiko) | Pachuca Domare: César Arturo Ramos (Mexiko) |
| 22:00 | 22:00         |                 |                 |      | Pachuca Domare: César Arturo Ramos (Mexiko) | Pachuca Domare: César Arturo Ramos (Mexiko) |